# Steinbergstein
Steinbergstein är ett berg i Österrike.   Det ligger i distriktet Kitzbühel och förbundslandet Tyrolen, i den centrala delen av landet, 300 km väster om huvudstaden Wien. Toppen på Steinbergstein är 2 215 meter över havet, eller 454 meter över den omgivande terrängen. Bredden vid basen är 5,5 km.
Terrängen runt Steinbergstein är bergig åt nordväst, men åt sydost är den kuperad. Närmaste större samhälle är Wörgl, 17,9 km nordväst om Steinbergstein. 
I omgivningarna runt Steinbergstein växer i huvudsak blandskog. Runt Steinbergstein är det ganska tätbefolkat, med 52 invånare per kvadratkilometer.